# Liga dos Campeões da CAF de 1971
A Copa Africana dos Clubes Campeões de 1971 foi a 7ª edição da competição anual de clubes internacionais de futebol realizada na região da CAF (África), a Copa Africana de Clubes Campeões. O torneio foi disputado por 25 equipes de 24 paises  e usou um formato eliminatório com jogos em casa e fora. Canon SY, dos Camarões, venceu a final e tornou-se campeã da Africa pela primeira vez.

## Equipes classificadas
| Associação                     | Equipe           | Classificação                                                                      |
| ------------------------------ | ---------------- | ---------------------------------------------------------------------------------- |
| Costa do Marfim                | ASEC Mimosas     | Campeão – Campeonato Marfinense de Futebol de 1970                                 |
| Gabão                          | AS Solidarité    | convidado                                                                          |
| Tanzânia                       | Young Africans   | Campeão – Campeonato Tanzaniano de Futebol de 1970                                 |
| Madagáscar                     | MMM Tamatave     | Campeão – Campeonato Malgaxe de Futebol de 1970                                    |
| República Democrática do Congo | AS Vita Club     | Campeão – Campeonato Nacional de Futebol da República Democrática do Congo de 1970 |
| Somália                        | Jeenyo United FC | Campeão – Campeonato Somali de Futebol de 1970                                     |
| Sudão                          | Al-Merrikh       | Campeão – Campeonato Sudanês de Futebol de 1971                                    |
| Gana                           | Great Olympics   | Campeão – Campeonato Ganês de Futebol de 1970                                      |
| Egito                          | Ismaily SC       | convidado                                                                          |
| Togo                           | Dynamic Togolais | Campeão – Campeonato Togolês de Futebol de 1970                                    |
| Camarões                       | Canon SY         | Campeão – Campeonato Camaronês de Futebol de 1970                                  |
| Quênia                         | Leopardos AFC    | Campeão – Campeonato Queniano de Futebol de 1970                                   |
| República do Congo             | Vita Club        | Campeão – Campeonato Congolês de Futebol de 1971                                   |
| Benim                          | AS Porto Novo    | Campeão – Campeonato Beninense de Futebol de 1970                                  |
| Níger                          | Olympic          | Campeão – Campeonato Nigerino de Futebol de 1970                                   |
| Guiné                          | AS Kaloum Star   | Campeão – Campeonato Guineano de Futebol de 1970                                   |
| Tunísia                        | Espérance ST     | Campeão – Campeonato Tunisiano de Futebol de 1970                                  |
| Nigéria                        | Enugu Rangers    | Campeão – Campeonato Nigeriano de Futebol de 1971                                  |
| Mali                           | Stade Malien     | Campeão – Campeonato Malinês de Futebol de 1970                                    |
| Uganda                         | Coffee United    | Campeão – Campeonato Ugandense de Futebol de 1970                                  |
| Gana                           | Asante Kotoko    | Campeão – Liga dos Campeões da CAF de 1970                                         |
| Senegal                        | ASC Diaraf       | Campeão – Campeonato Senegalês de Futebol de 1970                                  |
| Etiópia                        | Tele SC          | Campeão – Campeonato Etíope de Futebol de 1970                                     |
| Lesoto                         | Maseru Brothers  | Campeão – Campeonato Lesoto de Futebol de 1970                                     |
| Líbia                          | Al Ahly          | Campeão – Campeonato Líbio de Futebol de 1970                                      |

## Primeira rodada[3]
| Equipe 1        | Total         | Equipe 2       | 1.º jogo | 2.º jogo |
| --------------- | ------------- | -------------- | -------- | -------- |
| Al-Merrikh      | 2-2 (5-4 pen) | Tele           | 2-1      | 0-1      |
| Léopards        | 1-3           | Great Olympics | 0-0      | 1-3      |
| Diaraf          | 3-4           | Stade Malien   | 3-0      | 0-4      |
| Maseru Brothers | 3-5           | MMM Tamatave   | 1-2      | 2-3      |
| Porto Novo      | 0-3           | Victoria       | 0-1      | 0-2      |
| Canon           | 9-4           | Solidarité     | 7-3      | 2-1      |
| Espérance       | 1-0           | Al-Ahly        | 0-0      | 1-0      |
| Olympic         | 1-2           | Enugu Rangers  | 1-1      | 0-1      |
| Young Africans  | 2-0           | Jeenyo United  | 2-0      | 0-0      |

## Segunda Rodada[4]
| Equipe 1      | Total         | Equipe 2         | 1.º jogo | 2.º jogo |
| ------------- | ------------- | ---------------- | -------- | -------- |
| Kaloum Star   | 4-5           | Enugu Rangers    | 3-3      | 1-2      |
| Al-Merrikh    | 2-2 (4-5 pen) | Asante Kotoko    | 2-1      | 0-1      |
| MMM Tamatave  | 2-5           | Great Olympics   | 2-1      | 0-4      |
| Stade Malien  | 3-4           | Mimosas          | 2-2      | 1-2      |
| Victoria      | 1-4           | Dynamic Togolais | 1-2      | 0-2      |
| Vita          | 3-3 (3-4 pen) | Canon            | 2-0      | 1-3      |
| Coffee United | w/o           | Young Africans   | 1        |          |
| Ismaily       | w/o           | Espérance        | 2        |          |

1 Young Africans  desistiu. 

2 Espérance  desistiu.

## Quartas de Finais[5]
| Equipe 1         | Total | Equipe 2       | 1.º jogo | 2.º jogo |
| ---------------- | ----- | -------------- | -------- | -------- |
| Coffee United    | 0-2   | Great Olympics | 0-0      | 0-2      |
| Enugu Rangers    | 0-3   | Mimosas        | 0-1      | 0-2      |
| Dynamic Togolais | 4-6   | Canon          | 1-2      | 3-4      |
| Ismaily          | 0-3   | Asante Kotoko  | 0-0      | 0-3      |

## Semifinal[6]
| Equipe 1       | Total | Equipe 2      | 1.º jogo | 2.º jogo |
| -------------- | ----- | ------------- | -------- | -------- |
| Mimosas        | 3-5   | Canon         | 2-1      | 1-4      |
| Great Olympics | 1-2   | Asante Kotoko | 1-1      | 0-1      |

## Final
| Equipe 1      | Resultado | Equipe 2      |
| ------------- | --------- | ------------- |
| Asante Kotoko | 3–0       | Canon         |
| Canon         | 2–0       | Asante Kotoko |

### Finalíssima
| Equipe 1 | Resultado | Equipe 2      |
| -------- | --------- | ------------- |
| Canon    | 1–0       | Asante Kotoko |

## Campeão
| Liga dos Campeões da CAF |
| Campeão                  |
| ------------------------ |
| 1971                     |
| Camarões                 |
| Canon 1° Titúlo          |